# Tibioploides monticola
Tibioploides monticola är en spindelart som beskrevs av Saito och Ono 200. Tibioploides monticola ingår i släktet Tibioploides och familjen täckvävarspindlar. Inga underarter finns listade i Catalogue of Life.